# Time (album, Rod Stewart)
Time je připravované album Roda Stewarta, vydané 6. května 2013 ve Spojeném království a o den později ve Spojených státech u vydavatelství Capitol Records. Mimo jedné písně album obsahuje jedenáct nových, dříve nevydaných skladeb. Jde tak o první album složené z vlastních nahrávek po dvaceti letech.

## Seznam písní
Všechny skladby napsal Rod Stewart, krom uvedených výjimek.
| Pořadí | Název                     | Autor                                                                                | Délka |
| ------ | ------------------------- | ------------------------------------------------------------------------------------ | ----- |
| 1.     | She Makes Me Happy        | Rod Stewart, Chuck Kentis, Don Kirkpatrick, Conrad Korsch, David Palmer, Paul Warren | 3:44  |
| 2.     | Can't Stop Me Now         |                                                                                      | 4:26  |
| 3.     | It's Over                 | Rod Stewart, John 5, Kevin Savigar                                                   | 4:19  |
| 4.     | Brighton Beach            |                                                                                      | 4:25  |
| 5.     | Beautiful Morning         |                                                                                      | 3:58  |
| 6.     | Live the Life             |                                                                                      | 4:26  |
| 7.     | Finest Woman              |                                                                                      | 3:54  |
| 8.     | Time                      |                                                                                      | 4:26  |
| 9.     | Picture in a Frame        | Tom Waits                                                                            | 2:53  |
| 10.    | Sexual Religion           |                                                                                      | 4:45  |
| 11.    | Make Love with Me Tonight |                                                                                      | 3:44  |
| 12.    | Pure Love                 |                                                                                      | 5:10  |